# Lijst van Waalse ministers van Werkgelegenheid
Dit is een lijst van ministers van Werkgelegenheid in de Waalse regering. 

## Lijst
| Nr.  | Minister | Minister                            | Partij | Partij | Begin             | Einde             | Regering(en)                               | Bevoegdheid                                                 |
| ---- | -------- | ----------------------------------- | ------ | ------ | ----------------- | ----------------- | ------------------------------------------ | ----------------------------------------------------------- |
| 1    |          | Arnaud Decléty (1933-2000)          |        | PRL    | 27 november 1985  | 3 februari 1988   | Wathelet                                   | Werkgelegenheid                                             |
| 2    |          | Philippe Busquin (1941)             |        | PS     | 3 februari 1988   | 10 mei 1988       | Coëme                                      | Werkgelegenheid                                             |
| 3    |          | Edgard Hismans (1930-1995)          |        | PS     | 10 mei 1988       | 8 januari 1992    | Anselme                                    | Bedrijventerreinen en Werkgelegenheid                       |
| 4    |          | Albert Liénard (1938-2011)          |        | PSC    | 8 januari 1992    | 20 juni 1995      | Spitaels, Collignon I                      | Werkgelegenheid/ Werkgelegenheid en Professionele Opleiding |
| 5    |          | Jean-Claude Van Cauwenberghe (1944) |        | PS     | 20 juni 1995      | 12 juli 1999      | Collignon II                               | Werkgelegenheid en Opleiding                                |
| 6    |          | Michel Daerden (1949-2012)          |        | PS     | 12 juli 1999      | 4 april 2000      | Di Rupo I                                  | Werkgelegenheid en Opleiding                                |
| 7    |          | Marie Arena (1966)                  |        | PS     | 4 april 2000      | 17 juli 2003      | Van Cauwenberghe I                         | Werkgelegenheid en Opleiding                                |
| 8    |          | Philippe Courard (1966)             |        | PS     | 17 juli 2003      | 19 juli 2004      | Van Cauwenberghe I                         | Werkgelegenheid en Opleiding                                |
| (7)  |          | Marie Arena (1966)                  |        | PS     | 19 juli 2004      | 20 juli 2007      | Van Cauwenberghe II, Di Rupo II            | Opleiding                                                   |
| 9    |          | Jean-Claude Marcourt (1956)         |        | PS     | 19 juli 2004      | 15 juli 2009      | Van Cauwenberghe II, Di Rupo II, Demotte I | Werkgelegenheid                                             |
| 10   |          | Marc Tarabella (1963)               |        | PS     | 20 juli 2007      | 15 juli 2009      | Demotte I                                  | Opleiding                                                   |
| 11   |          | André Antoine (1960)                |        | cdH    | 15 juli 2009      | 22 juli 2014      | Demotte II                                 | Werk en Vorming                                             |
| 12   |          | Éliane Tillieux (1966)              |        | PS     | 22 juli 2014      | 28 juli 2017      | Magnette                                   | Werk en Vorming                                             |
| 13   |          | Pierre-Yves Jeholet (1968)          |        | MR     | 28 juli 2017      | 13 september 2019 | Borsus                                     | Werk en Vorming                                             |
| 14   |          | Christie Morreale (1977)            |        | PS     | 13 september 2019 | 15 juli 2024      | Di Rupo III                                | Werk                                                        |
| (13) |          | Pierre-Yves Jeholet (1968)          |        | MR     | 15 juli 2024      | heden             | Dolimont                                   | Werkgelegenheid                                             |